# Simone Fontecchio
Simone Fontecchio (Pescara, 9 de dezembro de 1995) é um jogador italiano de basquete profissional que atualmente joga no Detroit Pistons da National Basketball Association (NBA).

## Carreira profissional

### Virtus Bologna (2012–2016)
Fontecchio foi promovido do time sub-19 para a equipe principal na temporada de 2012-13, alternando entre os dois times durante a temporada. Ele jogou um minuto simbólico na LBA em 4 de novembro de 2011, antes de registrar sua primeira estatística genuína na primeira divisão em 30 de dezembro, quando errou cinco arremessos, mas conseguiu três rebotes e um roubo de bola.
Após uma carreira ativa nas categorias de base e uma estreia profissional aos 17 anos, houve conversas sobre ele ir para os Estados Unidos para jogar basquete no ensino médio e, posteriormente, no universitário. No entanto, ele permaneceu fiel ao Virtus e assinou um contrato profissional de cinco anos com a equipe em junho de 2013. Seus pais tiveram que estar presentes, pois ele ainda era menor de idade na época.
Após ser selecionado duas vezes para participar do All Star Game da liga (em 2014 e 2015), ele foi votado como o Melhor Jogador Sub-22 em maio de 2015. Essa temporada também marcou sua primeira participação nos playoffs, onde ele teve média de 10,3 pontos e 3,3 rebotes, enquanto o Virtus foi varrido pelos atuais campeões, Olimpia Milano.
Fontecchio se declarou para o draft da NBA de 2015 no dia 25 de abril como um candidato precoce, dois anos antes de se tornar automaticamente elegível em 2017. Ele participou de um treino de draft com o Boston Celtics em junho de 2015 e, embora a equipe considerasse escolhê-lo na segunda rodada, ele retirou sua candidatura em 16 de junho de 2015.

### Olimpia Milano (2016–2019)
Após uma temporada insatisfatória de 2018-19 com o Olimpia Milano, onde Fontecchio jogou em média menos de um minuto na Euroleague e 2,8 minutos na Serie A, ele estava prestes a se juntar ao seu antigo time, Virtus Bologna, treinado por Aleksandar Đorđević, mas o acordo não foi finalizado.

### Reggio Emilia (2019–2020)
Em 18 de julho de 2019, Fontecchio assinou com o Reggio Emilia na Lega Basket Serie A (LBA).

### Alba Berlin (2020–2021)
Em 7 de julho de 2020, Fontecchio assinou com o Alba Berlin da Basketball Bundesliga (BBL). Foi aqui onde Fontecchio se destacou com média de 10,6 pontos em mais de 23 minutos por jogo.

### Baskonia (2021–2022)
Em 9 de julho de 2021, Fontecchio assinou um contrato de três anos com o Baskonia da Liga ACB.

### Utah Jazz (2022–2024)
Em 17 de julho de 2022, Fontecchio assinou um contrato de 2 anos e US$6.2 milhões com o Utah Jazz da National Basketball Association (NBA). Fontecchio fez sua estreia na NBA em 19 de outubro. 
Em 7 de dezembro, Fontecchio fez uma enterrada decisiva em uma vitória por 124–123 sobre o Golden State Warriors. O recorde de pontos na carreira de Fontecchio ocorreu em 14 de dezembro de 2023, contra o Portland Trail Blazers, quando ele marcou 24 pontos. Fontecchio igualou seu recorde de 24 pontos em 2 de janeiro de 2024, em uma vitória por 127–90 contra o Dallas Mavericks.

### Detroit Pistons (2024–presente)
Em 8 de fevereiro de 2024, Fontecchio foi trocado para o Detroit Pistons em troca de Kevin Knox, uma escolha de segunda rodada e os direitos de Gabriele Procida.

## Carreira na seleção
Fontecchio teve uma participação no torneio de basquete das Olimpíadas de Verão de 2020 com a Seleção Italiana, chegando às quartas de final. Ele foi o principal pontuador na vitória da Itália por 92-82 sobre a Alemanha, marcando 20 pontos, pegando 4 rebotes, distribuindo 2 assistências e roubando 3 bolas. Ele novamente foi o principal pontuador na derrota por 83-86 para a futura medalhista de bronze, Austrália, com 22 pontos. A Itália perdeu por 75-84 para a futura medalhista de prata, França, nas quartas de final. Neste jogo, Fontecchio foi o principal pontuador com 23 pontos. No final do torneio, ele estava entre os jogadores que "deveriam estar no radar da NBA".
Em 2023, Fontecchio representou a equipe na Copa do Mundo de 2023, onde a Itália terminou em 8º lugar. Ele teve médias de 18,0 pontos e 5,6 rebotes. Em reconhecimento ao seu desempenho individual, Fontecchio foi nomeado para a Segunda Equipe do Torneio.

## Vida pessoal
Fontecchio tem uma forte linhagem esportiva em sua família. Sua mãe, Malì Pomilio, jogou pela Itália e conquistou dois títulos europeus pelo AS Vicenza no basquete e Fontecchio a considera uma influência em sua escolha de carreira. Seu pai, Daniele, foi um corredor de obstáculos profissional, enquanto seu avô também foi jogador de basquete, assim como seu irmão mais velho, Luca, que jogou nas divisões inferiores após também passar pelas categorias de base do Virtus.
Fontecchio mudou-se de sua cidade natal, Pescara, para Bolonha aos 14 anos, onde passou a viver em acomodações compartilhadas com outros jogadores jovens da Virtus.

## Estatísticas da NBA

### NBA

#### Temporada regular
| Ano      | Equipe   | PJ  | PT | MPJ  | AP   | 3P   | LL   | RT  | AS  | BR | TO | PPJ  |
| -------- | -------- | --- | -- | ---- | ---- | ---- | ---- | --- | --- | -- | -- | ---- |
| 2022–23  | Utah     | 52  | 6  | 14.7 | .369 | .330 | .795 | 1.7 | .8  | .3 | .2 | 6.3  |
| 2023–24  | Utah     | 50  | 34 | 23.2 | .450 | .391 | .800 | 3.5 | 1.5 | .6 | .4 | 8.9  |
| 2023–24  | Detroit  | 16  | 9  | 30.3 | .479 | .426 | .846 | 4.4 | 1.8 | .9 | .3 | 15.4 |
| Carreira | Carreira | 118 | 49 | 22.7 | .432 | .382 | .813 | 3.2 | 1.3 | .6 | .3 | 10.2 |